# زبان بورگوندی (اوییل)
زبان بورگوندی زبانی هندواروپایی از شاخه زبان‌های رومی است که در کشور فرانسه حدود دوهزار تن گویشور دارد.این زبان شاخه ای از زبان‌های اوییل است.این زبان در منطقه بورگوین فرانسه رایج می باشد.